# Sam Greenhalgh
Samuel Greenhalgh (tháng 7 năm 1882 – 1955) là một cầu thủ bóng đá người Anh từng thi đấu ở vị trí centre half tại Football League cùng với Bolton Wanderers và Aston Villa ở đầu thế kỷ 20.
Ông từng là thành viên trong đội hình Bolton Wanderers giành vị trí á quân tại Chung kết Cúp FA 1904.